# Bundesverband der Angehörigen psychisch erkrankter Menschen
Der Bundesverband der Angehörigen psychisch erkrankter Menschen e.V. (BApK) ist eine bundesweit tätige Selbsthilfeorganisation, die für die Belange der Familienangehörigen psychisch Erkrankter und der Betroffenen selbst aktiv ist. Als Familien-Selbsthilfe Psychiatrie setzt er sich gemeinsam mit seinen über 8.500 Mitgliedern aus 15 Landesverbänden – und auf der lokalen Ebene in zahlreichen Selbsthilfegruppen – für eine kontinuierliche Verbesserung der Situation psychisch kranker Menschen und ihrer Familien auf allen politischen und gesellschaftlichen Ebenen ein.

## Geschichte
Seit der zweiten Hälfte der 1960er Jahre gab es Bestrebungen, den Angehörigen psychisch erkrankter Menschen mit ihren Sorgen, Problemen und Vorstellungen in der psychiatrischen Versorgung eine größere Bedeutung beizumessen. Zu Beginn der 1970er Jahre erprobte Klaus Dörner, der spätere Mentor der deutschsprachigen Sozialpsychiatrie, in einer psychiatrischen Tagesklinik in Hamburg die Idee einer Angehörigengruppe. Etwa zur gleichen Zeit fanden mit der Unterstützung des Dachverbandes Psychosozialer Hilfevereinigungen (heute: Dachverband Gemeindepsychiatrie) erste Tagungen für Angehörige statt. 1975 wurde im Kontext der Psychiatrie-Enquete die Rolle der Angehörigen ausdrücklich thematisiert. 1982 fanden in Bonn-Bad Godesberg und 1984 in Neckargemünd Angehörigen-Tagungen statt, die eine zunehmende Vernetzung von Angehörigen psychisch erkrankter Menschen anmahnten.
Als Konsequenz daraus wurde im Jahr 1985 schließlich der Bundesverband psychisch erkrankter Menschen (BApK) gegründet. In der zweiten Hälfte der 1980er Jahre gründeten sich Landesverbände der Angehörigen psychisch erkrankter Menschen bis in die 1990er Jahre hinein. Das Engagement u. a. des BApK sorgte nach dem Fall der Mauer dafür, dass die Angehörigen psychisch erkrankter Menschen eine Lobby auch in den neuen Bundesländern bekamen.

## Zielsetzung
Ziel des BApK e. V. ist die Entstigmatisierung psychischer Erkrankungen und die gesellschaftliche und rechtliche Gleichstellung von somatisch und psychisch erkrankten Menschen. Um dies zu erreichen, engagiert sich der Verein für eine an die individuellen Bedürfnisse der Erkrankten angepasste und auf dem neuesten Stand der Forschung basierende psychiatrische und psychosoziale Versorgung und ein niederschwelliges, gemeindenahes und vernetztes Versorgungsangebot.
Ein zentrales Anliegen ist die Gründung und Vernetzung von Angehörigengruppen. Durch verschiedene Kooperationen und Projekte mit Bundesministerien, Krankenkassen, Fachgesellschaften und Wohlfahrtsverbänden und weiteren Verbänden ist es dem BApK e. V. gelungen, das Prinzip der Selbsthilfe als wichtigen Bestandteil bürgerschaftlichen Engagements in der Politik zu etablieren. Heute unterstützt und organisiert der BApK e. V. die Arbeit der bundesweit über 500 regionalen Selbsthilfegruppen, bieten unterschiedliche Beratungs- und Informationsangebote an und leistet Lobbyarbeit und Interessenvertretung in den Ländern, Regionen und Kommunen.

## Angebote
- Seminar: Psychisch krank im Job
- Selbsthilfenetz Psychiatrie
- Niederschwellige Broschüren zur Aufklärung über psychische Erkrankungen

### Hotlines „SeeleFon“
Der Verband hat mit dem SeeleFon zwei Informationshotlines eingerichtet, die Erkrankte und Angehörige und Freunde von psychisch Erkrankten unterstützt. Die zweite Hotline („SeeleFon für Flüchtlinge“) unterstützt die Sprachen Arabisch, Deutsch, Englisch und Französisch und wird gemeinsam mit dem Betriebskrankenkassen-Dachverband und dem Landesverband Nordwest der BKK betrieben und informiert Erkrankte über Möglichkeiten für eine psychiatrische Versorgung. Das SeeleFon für Flüchtlinge wurde im Herbst 2016 freigeschaltet, das deutschsprachige SeeleFon anno 2011. Sie informieren niederschwellig und werden vertraulich und anonym angeboten. Ergänzend dazu existiert auch eine Beratung per E-Mail.